# Amolita pepita
Amolita pepita är en fjärilsart som beskrevs av Dyar 1914. Amolita pepita ingår i släktet Amolita och familjen nattflyn. Inga underarter finns listade i Catalogue of Life.